# لورين لاك
لورين لاك (بالإنجليزية: Lauren Lake)‏ هي مغنية ومحامية وكاتِبة ومقدمة تلفزيونية أمريكية، ولدت في 12 يوليو 1969 في نيويورك في الولايات المتحدة.